# كونان (جرجر)
كونان (بالتركية: Gönen)‏ هي قرية كرديّة تتبع إداريّاً لمديرية جرجر في محافظة أديامان التركية، بلغ عدد سكانها 156 نسمة في عام 2021.